# Lydiard Millicent
Lydiard Millicent est une paroisse civile et un village du Wiltshire, en Angleterre.